# Postlewicowy anarchizm
Anarchizm postlewicowy – nurt myśli anarchistycznej, który promuje krytykę stosunku anarchizmu do tradycyjnej lewicy. Niektórzy postlewicowcy próbują uciec od ograniczeń ideologii w ogóle, prezentując jednocześnie krytykę organizacji i moralności. Pod wpływem prac Maxa Stirnera i Międzynarodowych Sytuacjonistów postlewicowy anarchizm charakteryzuje się skupieniem myśli na insurekcji społecznej i zmniejszeniem organizacji społecznej.

Postlewicowcy argumentują, że lewica, nawet ta rewolucyjna, jest anachroniczna i niezdolna do tworzenia zmian. Twierdzą, że postlewicowy anarchizm oferuje krytykę radykalnych strategii i taktyk, które uważa za przestarzałe: demonstracji, walki zorientowanej na klasę, skupienia się na tradycji i niezdolności do ucieczki od ograniczeń historii. Książka Anarchy in the Age of Dinosaurs, na przykład, krytykuje tradycyjne lewicowe idee i klasyczny anarchizm, wzywając jednocześnie do odmłodzenia ruchu anarchistycznego. Esej CrimethInc. „Your Politics Are Boring as Fuck” jest kolejną krytyką ruchów „lewicowych”:

Dlaczego uciskany proletariat nie oprzytomniał i nie przyłączył się do waszej walki o wyzwolenie świata? [...] Ponieważ wiedzą, że wasze przestarzałe sposoby protestu – wasze marsze, ręczne znaki i zgromadzenia – są teraz bezsilne, aby spowodować prawdziwą zmianę, ponieważ stały się tak przewidywalną częścią status quo. Wiedzą, że wasz postmarksistowski żargon jest odstręczający, ponieważ jest to język zwykłej akademickiej dysputy, a nie broń zdolna do podważenia systemów kontroli...

## Myśl

### Teoria i krytyka organizacji

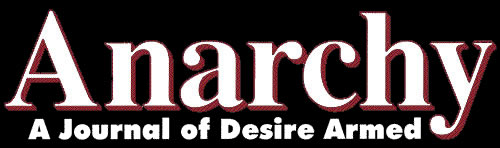
LogoAnarchy: A Journal of Desire Armed, amerykańska publikacja, która pomogła rozwinąć postlewicową myśl anarchistyczną

Jason McQuinn opisuje lewicową tendencję do tworzenia struktury „pasa transmisyjnego” podczas organizacji z wyraźnym podziałem na przywódców i kierowanych, wraz z przepisami dotyczącymi dyscyplinowania szeregowych aktywistów, jednocześnie chroniąc liderów przed odpowiedzialnością przed tymi, którzy są kierowani. Mówi, że w takich organizacjach „więcej niż kilka osób jest świadomych oszustwa i odrzuca je”. Dla niego istnieją cztery skutki takich struktur:
- Redukcjonizm, gdzie „tylko niektóre aspekty walki społecznej są włączane do tych organizacji. Inne aspekty są ignorowane, unieważniane lub represjonowane, co prowadzi do coraz większej fragmentaryzacji walki. To z kolei ułatwia elitom manipulację i ostateczne przekształcenie ich w czysto reformistyczne stowarzyszenia lobbystyczne, z których usuwa się wszelką uogólnioną, radykalną krytykę”.
- Specjalizacja lub profesjonalizm, które zwracają uwagę na tendencję, w której „osoby najbardziej zaangażowane w codzienne funkcjonowanie organizacji są wybierane – lub samowybierane – do pełnienia coraz bardziej wyspecjalizowanych ról w organizacji, często prowadząc do oficjalnego podziału na liderów i prowadzonych, z gradacją władzy i wpływu wprowadzoną w formie ról pośrednich w ewoluującej hierarchii organizacyjnej”.

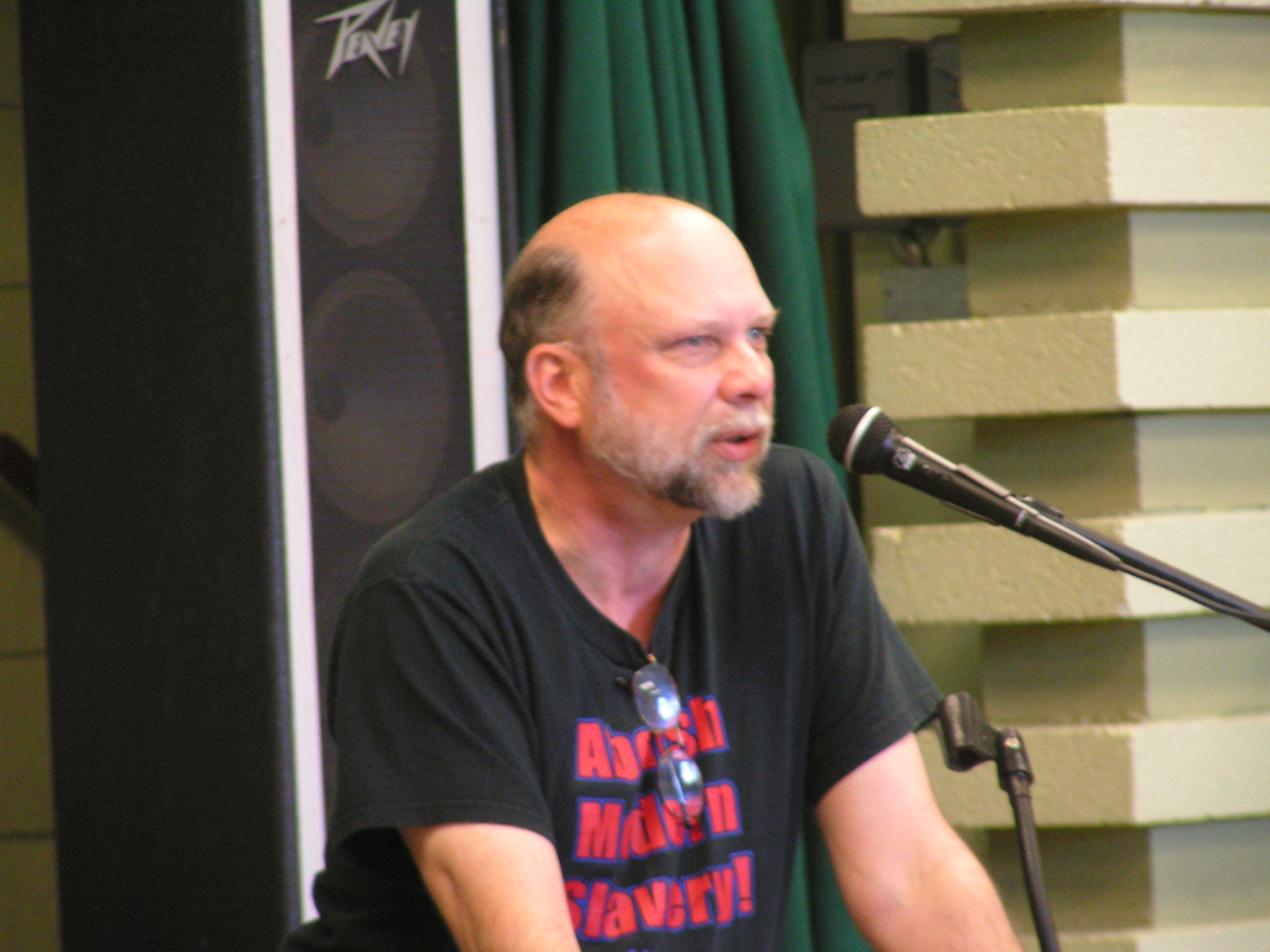
Jason McQuinn

- Substytucjonizm, gdzie „formalna organizacja w coraz większym stopniu staje się celem strategii i taktyki, a nie ludzi w buncie. W teorii i praktyce organizacja ma tendencję do stopniowego zastępowania ludzi, przywództwo organizacji – zwłaszcza jeśli stało się formalne – ma tendencję do zastępowania organizacji jako całości i ostatecznie często pojawia się przywódca, który ostatecznie ucieleśnia i kontroluje organizację”.
- Ideologia, w której „organizacja staje się głównym przedmiotem teorii z jednostkami przypisywanymi rolami do odegrania, a nie ludźmi konstruującymi własne teorie jaźni. Wszystkie, z wyjątkiem najbardziej świadomie anarchistycznych organizacji formalnych, mają tendencję do dostosowywania jakiejś formy ideologii kolektywistycznej, w której grupa społeczna na pewnym poziomie przyznaje, że ma więcej politycznej rzeczywistości niż wolna jednostka. Gdziekolwiek leży suwerenność, tam leży autorytet polityczny; jeśli suwerenność nie jest rozproszona w każdej osobie, zawsze wymaga podporządkowania jednostek grupie w jakiejś formie”.

Aby przeciwdziałać tym tendencjom, postlewicowy anarchizm opowiada się za autonomią jednostek i grup z wolną inicjatywą, wolnym stowarzyszaniem się, odmową władzy politycznej, a więc ideologia z małą, prostą, nieformalną, przejrzystą i tymczasową organizacją oraz zdecentralizowaną, konfederacyjną organizacją z bezpośrednim podejmowaniem decyzji i poszanowaniem mniejszości.

### Krytyka ideologii

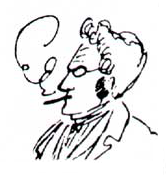
Max Stirner, którego krytyka ideologii wywarła wpływ na myśl postlewicowej anarchii

Anarchizm postlewicowy posługuje się krytyką ideologii, która wywodzi się z twórczości Maxa Stirnera. Dla Jasona McQuinna „cała ideologia w istocie polega na zastępowaniu ludzkiej podmiotowości obcymi (lub niekompletnymi) pojęciami lub obrazami. Ideologie to systemy fałszywej świadomości, w których ludzie nie postrzegają już siebie bezpośrednio jako podmiotów w stosunku do ich świata. Zamiast tego wyobrażają sobie siebie w jakiś sposób jako podporządkowanych temu lub innemu rodzajowi abstrakcyjnej istoty lub bytów, które są mylone jako rzeczywiste podmioty lub podmioty w ich świecie” oraz „Czy abstrakcją jest Bóg, państwo, partia, Organizacja, Technologia, Rodzina, Ludzkość, Pokój, Ekologia, Natura, Praca, Miłość, a nawet Wolność; jeśli jest pomyślana i przedstawiona tak, jakby była aktywnym podmiotem z własnym bytem, który stawia nam wymagania, to jest centrum ideologii”

### Odrzucenie moralności
Moralność jest także celem ataków postlewicowego anarchizmu, tak jak to była atakowana w pracach Stirnera i Friedricha Nietzschego. Według McQuinna „moralność to system zreifikowanych wartości – abstrakcyjnych wartości, które są wyjęte z dowolnego kontekstu, osadzone w kamieniu i przekształcone w niekwestionowane przekonania, które można zastosować niezależnie od rzeczywistych pragnień, myśli lub celów danej osoby i niezależnie od sytuacji, w której dana osoba się znajduje. Moralizm to praktyka nie tylko sprowadzania wartości żywych do moralności urzeczowionej, ale uważania siebie za lepszego od innych, ponieważ poddaliśmy się moralności (przekonanie o własnej nieomylności) oraz nawracania innych na rzecz przyjęcia moralności jako narzędzia zmiany społecznej”. Życie zgodne z moralnością oznacza poświęcenie pewnych pragnień i pokus (niezależnie od faktycznej sytuacji, w której możesz się znaleźć) na rzecz cnoty.
Dlatego „odrzucenie moralności wymaga skonstruowania krytycznej teorii siebie i społeczeństwa (zawsze samokrytycznej, prowizorycznej i nigdy totalistycznej), w której jasny cel zakończenia własnej społecznej alienacji nigdy nie jest mylony ze zreifikowanymi celami częściowymi. Obejmuje to podkreślanie tego, co ludzie muszą zyskać na radykalnej krytyce i solidarności, a nie z tego, co ludzie muszą poświęcić lub porzucić, aby wieść cnotliwe życie z politycznie poprawną moralnością”

### Krytyka polityki tożsamości
Anarchizm postlewicowy ma tendencję do krytykowania tego, co postrzega jako częściową wiktymizacje poglądów na politykę tożsamości. W ten sposób Feral Faun pisze w „Ideologii wiktymizacji”, że istnieje „feministyczna wersja ideologii wiktymizacji – ideologii, która promuje strach, indywidualną słabość (a następnie zależność od ideologicznych grup wsparcia i paternalistyczną ochronę ze strony władz)”. Jednak ostatecznie „jak wszystkie ideologie, odmiany ideologii wiktymizacji są formami fałszywej świadomości. Zaakceptowanie społecznej roli ofiary – w jakiejkolwiek z jej wielu form – jest wyborem, by nawet nie tworzyć swojego życia dla siebie lub badać swoich prawdziwych relacji ze strukturami społecznymi. Wszystkie ruchy częściowego wyzwolenia – feminizm, wyzwolenie gejów, wyzwolenie rasowe, ruchy robotnicze i tak dalej – definiują jednostki w kategoriach ich ról społecznych. Z tego powodu ruchy te nie tylko nie obejmują odwrócenia perspektyw, które łamie role społeczne i pozwala jednostkom na tworzenie praktyki opartej na ich własnych pasjach i pragnieniach; faktycznie działają przeciwko takiemu odwróceniu perspektywy. »Wyzwolenie« roli społecznej, której jednostka podlega”

### Odmowa pracy
Kwestie pracy, podziału pracy i odmowy pracy były ważną kwestią w postlewicowym anarchizmie. Bob Black w „The Abolition of Work” wzywa do zniesienia społeczeństwa opartego na producentach i konsumentach, w którym, jak twierdzi Black, całe życie jest poświęcone produkcji i konsumpcji towarów. Atakując marksistowski socjalizm państwowy w takim samym stopniu jak kapitalizm rynkowy, Black argumentuje, że jedynym sposobem, aby ludzie byli wolni, jest odzyskanie czasu z pracy i zatrudnienia, zamiast tego przekształcenie niezbędnych zadań związanych z utrzymaniem w dobrowolną zabawę – podejście określane jako „ludyczne”. W eseju stwierdza się, że „nikt nigdy nie powinien pracować”, ponieważ praca – definiowana jako przymusowa działalność produkcyjna wymuszona środkami ekonomicznymi lub politycznymi – jest źródłem większości nieszczęść na świecie. Większość pracowników, twierdzi, jest niezadowolona z pracy (o czym świadczą drobne odstępstwa w pracy), więc to, co mówi, nie powinno być kontrowersyjne, ale jest kontrowersyjne tylko dlatego, że ludzie są zbyt blisko systemu pracy, aby dostrzec jego wady.

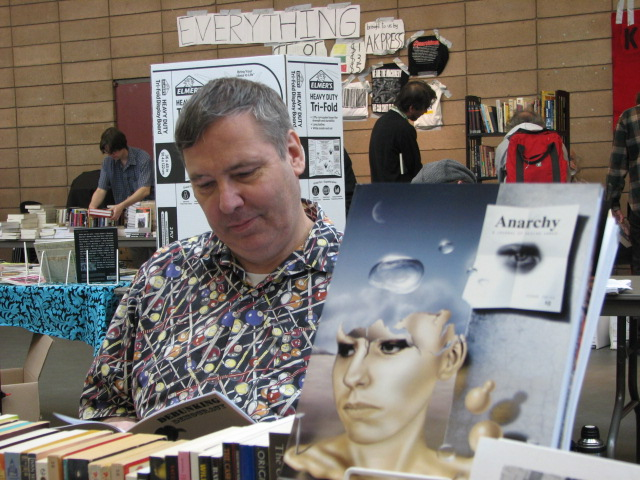
Bob Black, autor eseju The Abolition of Work

W przeciwieństwie do tego, zabawa niekoniecznie musi być regulowana przez reguły i odbywa się dobrowolnie, w pełnej wolności, jako ekonomia darów. Wskazuje, że społeczeństwa łowiecko-zbierackie charakteryzują się zabawą, co popiera praca Marshalla Sahlinsa – opowiada o powstaniu społeczeństw hierarchicznych, w których praca jest narzucana kumulatywnie, tak że przymus pracy w dzisiejszych czasach wydawałby się niezrozumiale uciążliwy nawet dla starożytnych i średniowiecznych chłopów. Odpowiada na pogląd, że „praca”, jeśli nie tylko wysiłek lub energia, jest niezbędna do wykonania ważnych, ale nieprzyjemnych zadań, twierdząc, że przede wszystkim najważniejsze zadania można uczynić ludycznymi, czyli „ocalonymi” przez przekształcenie w działania podobne do gier i rzemiosła, a po drugie, że zdecydowana większość pracy w ogóle nie wymaga wykonywania. Te ostatnie zadania są niepotrzebne, ponieważ pełnią jedynie funkcje handlowe oraz kontroli społecznej, które istnieją tylko po to, by utrzymać system pracy jako całość. Co do tego, co pozostało, opowiada się za podejściem Charles’a Fouriera do organizowania zajęć tak, aby ludzie chcieli je wykonywać. Jest również sceptyczny, ale otwarty na możliwość wyeliminowania pracy dzięki technologiom oszczędzającym pracę. Uważa, że lewica nie może posunąć się wystarczająco daleko w swojej krytyce ze względu na jej przywiązanie do budowania swojej władzy na kategorii robotników, co wymaga waloryzacji pracy.

### Samoteoria
Postlewicowi anarchiści odrzucają wszelkie ideologie na rzecz indywidualnej i wspólnotowej konstrukcji teorii własnej osoby. Indywidualna teoria Ja to teoria, w której integralna jednostka w kontekście (we wszystkich jej związkach, z całą jej historią, pragnieniami i projektami) jest zawsze subiektywnym centrum percepcji, zrozumienia i działania. Wspólna teoria Ja jest podobnie oparta na grupie jako przedmiocie, ale zawsze z podstawową świadomością jednostek (i ich własnych teorii Ja), które tworzą grupę lub organizację. Według McQuinna „ideologiczne organizacje anarchistyczne (lub grupy nieformalne) są zawsze wyraźnie oparte na autonomii jednostek, które je konstruują, w przeciwieństwie do organizacji lewicowych, które wymagają rezygnacji z osobistej autonomii jako warunku wstępnego członkostwa”.

### Życie codzienne, tworzenie sytuacji i natychmiastowość
Według Wolfiego Landstreichera „ponowne zawłaszczenie życia na poziomie społecznym, jak również jego pełne zawłaszczenie na poziomie indywidualnym, może nastąpić tylko wtedy, gdy przestaniemy identyfikować się zasadniczo w kategoriach naszych tożsamości społecznych” i „uznanie, że ta trajektoria musi się zakończyć i rozwijać nowe sposoby życia i relacji, jeśli mamy osiągnąć pełną autonomię i wolność”. Celem relacji z innymi nie jest już „szukanie zwolenników, którzy akceptują czyjąś pozycję”, lecz szukanie „towarzyszy i wspólników, z którymi można kontynuować swoje poszukiwania”.
Hakim Bey opowiada się za brakiem konieczności „czekania na rewolucję” i natychmiastowego „szukania przestrzeni (geograficznych, społecznych, kulturowych i wyobrażonych) z potencjałem do rozkwitu jako strefy autonomiczne – a my szukamy czasów, w których te przestrzenie są względnie otwarte, albo z powodu zaniedbań ze strony państwa, albo dlatego, że w jakiś sposób umknęły uwadze twórców map, lub z jakiegokolwiek powodu”. Ostatecznie „twarzą w twarz” grupa ludzi łączy swoje wysiłki, aby zrealizować wzajemne pragnienia, czy to dobrego jedzenia i radości, tańca, rozmowy, sztuki życia; być może nawet dla przyjemności erotycznej lub stworzenia wspólnego dzieła sztuki lub aby osiągnąć sam stan błogości – krótko mówiąc, „unia egoistów” (jak ujął to Stirner) w najprostszej formie – lub, używając terminologii Kropotkina, podstawowy biologiczny pęd do „pomocy wzajemnej”.

## Związek z innymi tendencjami w anarchizmie
Anarchizm postlewicowy był krytyczny wobec bardziej klasycznych szkół anarchizmu, takich jak platformizm i anarchosyndykalizm. Istnieje pewien bliski związek między anarchią postlewicową a anarcho-prymitywizmem, anarchizmem indywidualistycznym i anarchizmem insurekcjonistycznym. Niemniej jednak, postlewicowi anarchiści Wolfi Landstreicher i Jason McQuinn zdystansowali się i skrytykowali anarcho-prymitywizm jako „ideologiczny”.

### Platformizm
O platformizmie Bob Black powiedział: „O ideologicznym bankructwie anarchistów organizacyjnych dzisiaj świadczy fakt, że powinni oni ekshumować (a nie wskrzeszać) manifest, który już był przestarzały w 1926 roku, kiedy to został ogłoszony. Platforma Organizacyjna cieszy się niezniszczalną trwałością: niewczesna wtedy, niewczesna teraz, niewczesna zawsze. Mając na celu perswazję, wywoływała ataki ze strony niemal każdego wybitnego anarchisty swoich czasów. W zamierzeniu organizując, wprowadzała rozłamy. Mając na celu przedefiniowanie anarchistycznej alternatywy dla marksizmu, przywróciła leninowską alternatywę dla anarchizmu. Miała tworzyć historię, lecz ledwo trafiła do podręczników historii”. Dla Blacka „Rezultatem jest kolejna sekta...”

### Anarchosyndykalizm
Feral Faun stwierdził: „Anarchosyndykaliści mogą mówić o zniesieniu państwa, ale będą musieli odtworzyć wszystkie jego funkcje, aby zagwarantować sprawne funkcjonowanie ich społeczeństwa”. Tak więc „anarchosyndykalizm nie dokonuje radykalnego zerwania z obecnym społeczeństwem. Ma jedynie na celu rozszerzenie wartości tego społeczeństwa, aby pełniej zdominowały nas w naszym codziennym życiu”. Tak więc „burżuazyjny liberał zadowala się pozbyciem księży i królów, a anarchosyndykalista rzuca prezydentów i szefów. Ale fabryki pozostają nienaruszone, sklepy (choć syndykaliści mogą nazywać je centrami dystrybucji), rodzina pozostaje nienaruszona – cały system społeczny pozostaje nienaruszony. Jeśli nasza codzienna działalność nie uległa znaczącym zmianom – a anarchosyndykaliści nie wykazują chęci zmiany poza dodaniem ciężaru zarządzania fabrykami do ciężaru pracy w nich – to co za różnica, jeśli nie ma szefów? – Nadal jesteśmy niewolnikami!”

### Kwestia anarchistycznego stylu życia

#### Anarchizm społeczny lub anarchizm stylu życia: przepaść nie do pokonania
Od 1997 roku Bob Black zaangażował się w debatę wywołaną pracą anarchisty i założyciela Instytutu Ekologii Społecznej, Murraya Bookchina, otwartego krytyka anarchistycznej tendencji postlewicowej. Bookchin napisał i opublikował „Social Anarchism or Lifestyle Anarchism: An Unbridgeable Chasm”, nazywając postlewicowych anarchistów i innych „anarchistami stylu życia” – w ten sposób kontynuując temat rozwinięty w jego Filozofii Ekologii Społecznej. Chociaż nie odnosi się bezpośrednio do pracy Blacka (pominięcie, które Black interpretuje jako symptomatyczne), Bookchin wyraźnie ma na myśli odrzucenie pracy przez Blacka, kiedy krytykuje autorów takich jak John Zerzan i Dave Watson, których kontrowersyjnie nazywa częścią tej samej tendencji.
Dla Bookchina „anarchizm stylu życia” jest indywidualistyczny i dziecinny. „Anarchiści stylu życia” domagają się „anarchii teraz”, wyobrażając sobie, że mogą stworzyć nowe społeczeństwo poprzez indywidualne zmiany stylu życia. Jego zdaniem jest to rodzaj fałszywego dysydenckiego konsumpcjonizmu, który ostatecznie nie ma wpływu na funkcjonowanie kapitalizmu, ponieważ nie rozpoznaje realiów współczesności. Opiera tę polemikę na socrealistycznej krytyce relatywizmu, który kojarzy mu się zarówno z anarchizmem stylu życia, jak i z postmodernizmem (z którym, jak twierdzi, jest związany). Twierdzi, że podejścia ludyczne prowadzą do społecznej obojętności i egotyzmu podobnego do kapitalizmu. Przeciwko temu podejściu opowiada się za anarchizmem, w którym walki społeczne mają pierwszeństwo przed działaniami indywidualnymi, a ewolucja walki wyłania się dialektycznie, jak w klasycznej teorii marksistowskiej. Tytułowa przepaść, której nie da się zasypać, znajduje się pomiędzy indywidualną „autonomią” – która dla Bookchina jest burżuazyjną iluzją – a społeczną „wolnością”, która implikuje bezpośrednią demokrację, municypalizm i lewicowe zainteresowanie szansami społecznymi. W praktyce jego program przybiera formę połączenia elementów anarchokomunizmu ze wspieraniem inicjatyw samorządowych i organizacji pozarządowych, które określa jako libertariański municypalizm. Twierdzi, że „anarchizm stylu życia” jest sprzeczny z podstawowymi założeniami anarchizmu, oskarżając go o bycie „dekadenckim” i „drobnomieszczańskim”, a także o bycie wytworem amerykańskiej dekadencji i okresu schyłkowej walki i mówi w nostalgicznych kategoriach o „lewicy, która była” jako, mimo wszystkich jej wad, znacznie lepszej od tego, co nastąpiło później.

#### Anarchizm po lewicy
W odpowiedzi Black opublikował Anarchy After Leftism, który później stał się przełomowym dziełem postlewicowym. Tekst jest kombinacją punkt po punkcie, niemal legalistycznej analizy argumentacji Bookchina, z gorzką teoretyczną polemiką, a nawet osobistą zniewagą wobec Bookchina (którego w całym tekście nazywa „dziekanem”). Black oskarża Bookchin o moralizm, który w postlewicowym anarchizmie odnosi się do nakładania abstrakcyjnych kategorii na rzeczywistość w sposób, który wykręca i tłumi pragnienia (w odróżnieniu od „etyki”, która jest etosem życia podobnym do apelu Friedricha Nietzschego dla etyki „poza dobrem i złem”) i jego „purytanizm”. Atakuje Bookchina za jego stalinowskie pochodzenie i niemożność wyrzeczenia się własnych dawnych powiązań z tematami, które sam nazwał „stylami życia” (takimi jak hasła z maja 1968). Twierdzi, że kategorie „anarchizmu stylu życia” i „anarchizmu indywidualistycznego” są chochołami. Twierdzi, że Bookchin przyjmuje „etykę pracy” i że jego ulubione tematy, takie jak potępienie Yuppies, w rzeczywistości powtarzają motywy w masowej kulturze konsumpcyjnej i że nie analizuje społecznych podstaw kapitalistycznego „egoizmu”; Zamiast tego Black wzywa do „oświeconego egoizmu”, który jest jednocześnie społeczny, jak w pracach Maxa Stirnera.
Bookchin, jak twierdzi Black, błędnie zrozumiał krytykę pracy jako aspołecznej, podczas gdy w rzeczywistości proponuje ona niekompulsywne relacje społeczne. Argumentuje, że Bookchin wierzy, iż praca jest niezbędna człowiekowi i dlatego sprzeciwia się jej zniesieniu. Zarzuca mu ignorowanie własnych pism Blacka na temat pracy, idealizowanie technologii i błędne rozumienie historii pracy.
Potępia rzekomą porażkę Bookchina w nawiązywaniu więzi z lewicowymi grupami, które teraz chwali, oraz potępianie innych za błędy (takie jak brak masowej publiczności i otrzymywanie pozytywnych recenzji z magazynów „yuppie”), za które sam jest winny. Zarzuca Bookchinowi samozaprzeczenie, takie jak nazywanie tych samych ludzi „burżuazyjnymi” i „lumpenami”, czy „indywidualistami” i „faszystami”. Twierdzi, że „wolność społeczna” Bookchina jest „metaforyczna” i nie zawiera prawdziwej treści wolności. Krytykuje on zawłaszczanie przez Bookchina tradycji anarchistycznej, argumentując przeciwko odrzucaniu przez niego autorów takich jak Stirner i Paul Goodman, ganiąc Bookchina za domyślne utożsamianie tych autorów z anarchokapitalizmem i broniąc tego, co nazywa „epistemicznym zerwaniem” dokonaną przez takich jak Stirner i Nietzsche. Twierdzi, że postlewicowa „pogarda dla teorii” jest po prostu sposobem Bookchina na powiedzenie, że ignorują jego własne teorie. Oferuje szczegółową odpowiedź na oskarżenie Bookchina o skojarzenie eko-anarchizmu z faszyzmem poprzez rzekomo wspólne korzenie w niemieckim romantyzmie, krytykując zarówno wyprowadzenie tego powiązania (które nazywa „makkartyzmem”), jak i przedstawienie samego romantyzmu, sugerując, że źródła Bookchina, takie jak Michaił Bakunin, nie są bardziej poprawne politycznie niż te, które potępia i oskarża o powtarzanie faszystowskiej retoryki i propagandy. Dostarcza dowodów, by podważyć Bookchinowskie skojarzenie „terroryzmu” z indywidualistycznym, a nie społecznym anarchizmem. Wskazuje na karnawałowe aspekty rewolucji hiszpańskiej, aby podważyć dualizm Bookchina.
Black następnie powtarza postlewicową krytykę organizacji, czerpiąc ze swojej wiedzy o anarchistycznej historii, próbując odeprzeć oskarżenie Bookchina, że antyorganizacjonizm opiera się na ignorancji. Twierdzi między innymi, że demokracja bezpośrednia jest niemożliwa w środowisku miejskim, że przeradza się w biurokrację i że anarchiści organizacyjni, tacy jak Confederación Nacional del Trabajo, sprzedali się władzy państwowej. Twierdzi, że Bookchin wcale nie jest anarchistą, ale raczej „miejskim etatystą” lub „miejsko-państwowym” oddanym władzom lokalnym przez lokalne państwo – rzucając w swoją dyskusję dalsze zarzuty punkt po punkcie (na przykład, czy Nowy Jork jest „społecznością organiczną”, biorąc pod uwagę rzekomy wysoki wskaźnik przestępczości i to, czy skonfederowane gminy są zgodne z demokracją bezpośrednią). Podejmuje również sprzeciw Bookchina wobec relatywizmu, argumentując, że znajduje to potwierdzenie w nauce, zwłaszcza antropologii – dążąc do przedstawienia dowodów na to, że prace Bookchina otrzymały wrogie recenzje w czasopismach społecznych, atakując w ten sposób jego naukowe referencje i potępiając dialektykę jako nienaukową. Następnie argumentuje punkt po punkcie krytykę Bookchina dotyczącą prymitywizmu, omawiając takie kwestie, jak statystyki dotyczące oczekiwanej długości życia i rzekome zniszczenie ekologiczne przez łowców-zbieraczy. Kończy apelem o anarchistyczną zmianę paradygmatu opartą na motywach postlewicowych, celebrując to jako tytułową „anarchię po lewicowości”.

#### Kolejne publikacje
Odpowiedź Bookchina na krytyków w Whither Anarchism? jeśli chodzi o Blacka, odrzuca go na tej podstawie, że był „wyraźnie motywowany rozpaloną do białości wrogością do mnie” i że „tak wiele jest fałszów w książce Blacka, że naprawienie nawet niewielkiej ich liczby byłoby marnotrawstwem czasu czytelnika”. W Withered Anarchism, Black zidentyfikował przypadki, w których własne książki Bookchina zidentyfikowały go jako dziekana w Goddard College i Ramapo College, a Black nazwał tę kwestię pretekstem do ignorowania jego merytorycznych argumentów. Black włączył język z „Withered Anarchism” do szerszej krytyki Bookchina, demokracji i lewicowości, „Nightmares of Reason”, opublikowanej jako e-book w The Anarchy Library w 2012.
Jak zauważył Black w Nightmares of Reason, Bookchin w końcu odrzucił anarchizm jako „zawsze” zasadniczo indywidualistyczny i nieefektywny, pomimo deklarowanych przez siebie prób ratowania go. Zamiast tego stworzył własną ideologię libertariańsko-socjalistyczną, którą nazwał komunaryzmem.

### Anarcho-prymitywizm

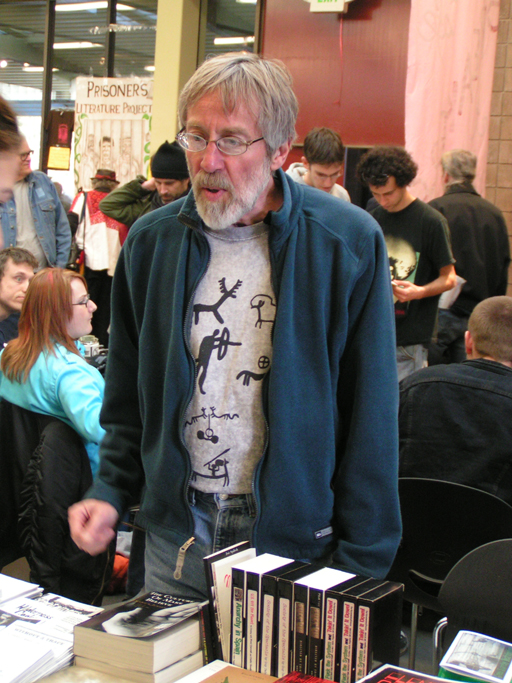
John Zerzan, wybitny myśliciel zarówno postlewicowy, jak i anarcho-prymitywistyczny

Istnieje pewien bliski związek między anarchizmem postlewicowym a anarchoprymitywizmem, ponieważ anarchoprymitywiści tacy jak John Zerzan i czasopismo Green Anarchy przyjęli i przyczynili się do rozwoju perspektywy anarchizmu postlewicowego. Niemniej jednak postlewicowi anarchiści, tacy jak Jason McQuinn i Wolfi Landstreicher (Feral Faun), zdystansowali się i skrytykowali anarchoprymitywizm.
Wolfi Landstreicher skrytykował „ascetyczną moralność poświęcenia lub mistycznego rozpadu w rzekomo niezbywalną jedność z naturą” która pojawia się w anarchoprymitywizmie i głębokiej ekologii. Jason McQuinn skrytykował to, co postrzega jako ideologiczną tendencję anarchoprymitywizmu, kiedy mówi, że „dla większości prymitywistów wyidealizowana, hipostatyczna wizja pierwotnych społeczeństw ma tendencję do nieodparcie wypierania zasadniczego znaczenia krytycznej teorii siebie, niezależnie od ich sporadycznych protestów. Miejsce krytyki szybko przechodzi od krytycznego samozrozumienia świata społecznego i naturalnego do przyjęcia z góry przyjętego ideału, względem którego mierzy się ten świat (i własne życie), archetypicznej postawy ideologicznej. Ta niemal nieodparta podatność na idealizację jest największą słabością prymitywizmu”.

### Anarchizm indywidualistyczny

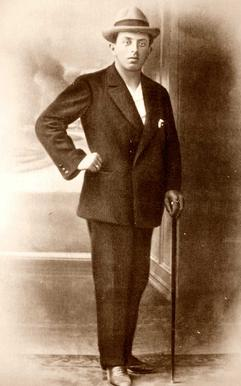
Renzo Novatore, włoski indywidualistyczny anarchista, który został przetłumaczony na język angielski przez Wolfiego Landstreichera

Silny związek istnieje z postlewicowym anarchizmem i pracą indywidualistycznego anarchisty Maxa Stirnera. Jason McQuinn mówi, że „kiedy ja (i inni anarchiści antyideologiczni) krytykuję ideologię, zawsze robię to ze szczególnie krytycznej, anarchistycznej perspektywy zakorzenionej zarówno w sceptycznej, indywidualistyczno-anarchistycznej filozofii Maxa Stirnera”. Również Bob Black i Feral Faun/Wolfi Landstreicher mocno trzymają się stirnerowskiego anarchizmu egoistycznego.
Bob Black zasugerował ideę marksistowskiego Stirneryzmu, jego określenie na próbę połączenia świadomego egoizmu Stirnera z zasadami anarchokomunizmu, jak zasugerowała krótkotrwała grupa anarchistyczna z Bay Area For Ourselves w swojej broszurze The Right to Be Greedy: The Practical Necessity of Demanding Everything. W rzeczywistości grupa twierdziła, że prawdziwy komunizm był możliwy tylko na podstawie oświeconego interesu własnego, który rozciągał się na poszanowanie interesów innych i prawo wszystkich do środków do życia.
Hakim Bey powiedział: „Od Unii samoposiadaczy Stirnera przechodzimy do kręgu Wolnych Duchów Nietzschego, a stamtąd do Passional Series Charles’a Fouriera, podwajając i podwajając siebie, nawet gdy Inny mnoży się w erozji grupy”. W innym eseju Hakim Bey powiedział, że „ponieważ głęboko byliśmy pod wpływem Stirnera / Nietzsche, (Benjamina) Tuckera / (Johna Henry’ego) Mackaya, nigdy nie trzymaliśmy się żadnej sztywnej ideologicznej lub psychologicznej formy Indywidualizmu / Egoizmu. Indywidualistyczny anarchizm to piękny dynamit, ale nie jedyny składnik naszego koktajlu” Bey napisał również: „Stowarzyszenie Mackay, którego Mark i ja jesteśmy aktywnymi członkami, jest oddane anarchizmowi Maxa Stirnera, Benjamina Tucker i Johna Henrygo Mackaya... Nawiasem mówiąc, Mackay Society reprezentuje mało znany nurt myśli indywidualistycznej, który nigdy nie zerwał więzi z rewolucyjnymi robotnikami. Dyer Lum, Ezra i Angela Haywood reprezentują tę szkołę myślenia; Jo Labadie, który pisał dla Liberty, stał się łącznikiem między amerykańskimi anarchistami „pionowymi”, „filozoficznymi” indywidualistami i syndykalistyczną lub komunistyczną gałęzią ruchu; jego wpływ dotarł do Mackay Society za pośrednictwem jego syna, Laurance’a. Podobnie jak włoscy Stirnerysci (którzy wpłynęli na nas przez naszego zmarłego przyjaciela Enrico Arrigoni) popieramy wszystkie antyautorytarne nurty, pomimo ich pozornych sprzeczności”.
Wśród współczesnych anarchistów indywidualistycznych Jason McQuinn przez pewien czas używał pseudonimu Lev Chernyi na cześć rosyjskiego anarchisty indywidualistycznego o tym samym nazwisku, a Feral Faun przetłumaczył indywidualistów anarchistycznych pisarzy i bojowników Renzo Novatore i Bruno Filippi, a także niemieckiego protoindywidualistycznego myśliciela Maxa Stirnera.

### Anarcha-feminizm
Anarcho-prymitywistka i anarchofeministka Lilith opublikowała prace z postlewicowej anarchistycznej perspektywy. W Gender Disobedience: Antifeminism and Insurrectionist Non-Dialog (2009) skrytykowała stanowisko Wolfi Landstreichera na temat feminizmu, mówiąc: „Czuję, że anarchistyczna krytyka feminizmu może być wartościowa i pouczająca. To, czego sobie nie życzę, to więcej tego samego antyintelektualizmu i braku myśli, które wydają się być częścią postlewicowej krytyki teorii feministycznej” Lilith wraz z innymi autorami opublikowała BLOODLUST: a feminist journal against civilization.

### Anarchizm insurekcjonistyczny
Feral Faun (później piszący jako Wolfi Landstreicher) zyskał rozgłos, kiedy pisał artykuły, które ukazały się w postlewicowym magazynie anarchicznym Anarchy: A Journal of Desire Armed. Anarchizm postlewicowy miała podobną krytykę organizacji jak anarchizm insurekcjonistyczny, co widać w pracach Wolfi Landstreichera i Alfredo Marii Bonanno. John Zerzan, powiedział o włoskim insurekcjonistycznym anarchiście Alfredo Marii Bonanno, że „może insurekcjonalizm jest mniej ideologią niż nieokreśloną tendencją, częściowo lewicową, częściowo anty-lewicową, ale generalnie anarchistyczną”.

## Związki spoza anarchistycznymi szkołami myślenia
McQuinn powiedział: „Ci, którzy chcą promować syntezę, byli przede wszystkim pod wpływem zarówno klasycznego ruchu anarchistycznego, aż do rewolucji hiszpańskiej, z jednej strony, jak i kilku najbardziej obiecujących krytyk i sposobów interwencji opracowanych od lat 60. XX wieku. Najważniejsza krytyka dotyczy życia codziennego i spektaklu, ideologii i moralności, technologii przemysłowej, pracy i cywilizacji. Sposoby interwencji skupiają się na konkretnym zastosowaniu bezpośredniego działania we wszystkich aspektach życia”. Tak więc myśl Międzynarodówki Sytuacjonistycznej jest bardzo ważna w postlewicowej myśli anarchistycznej. Inni myśliciele spoza anarchizmu, którzy nabrali znaczenia w pismach anarchii postlewicowej, to Charles Fourier, Szkoła Frankfurcka, Friedrich Nietzsche, Michel Foucault i antropolodzy tacy jak Marshall Sahlins.

### Czasopisma
- Anarchy: A Journal of Desire Armed (strona internetowa)
- Witryna internetowa magazynu „Fifth Estate”
- Magazyn Green Anarchy. greenanarchy.org. [zarchiwizowane z tego adresu (2014-12-17)].
- Magazyn Rolling Thunder

### Archiwa poszczególnych pisarzy
- Archiwum Boba Blacka
- Archiwum Feral Fauna
- Archiwum Hakima Beya
- Archiwum Wolfiego Landstreichera
- Archiwum Jasona McQuinn
- Archiwum Johna Zerzana
- Archiwum Lawrence’a Jaracha
- Archiwum Lilith

## Dalsza lektura
- Bob Black: Anarchism after Leftism. ISBN 978-1-890532-00-0. Brak numerów stron w książce